# Dynastie franconienne
La dynastie franconienne, aussi appelée dynastie salienne (en allemand : Salier), est une dynastie princière du Moyen Âge central qui règne sur le Saint-Empire romain aux XIe et XIIe siècles. Son domaine était la région proche de Spire, Vormes et les bords de la Nahe ; ses descendants sont ducs de Lorraine et de Franconie. Comme successeurs des Ottoniens, ils deviennent roi des Romains et empereurs romains germaniques de 1024 à 1125. La centaine d'années de leur gouvernement est consacrée à l'affrontement violent entre l'empereur et le pape, le pouvoir temporel et le pouvoir spirituel, qui culmine dans la querelle des Investitures.

## Origine du nom
La maison doit son nom à ses origines dans la Franconie rhénane ; le terme de salicus ne doit toutefois pas être considéré comme l'expression d'une filiation directe de la tribu des Francs saliens au IVe siècle. Selon les chroniques médiévales d'Otton de Freising et d'Ekkehard d'Aura, la dénomination ferait allusion à Clovis Ier, roi des Francs de 481 à 511, et à la loi salique qu'il a adoptée. Par la suite, les grands des royaumes francs ont été cités comme « saliens » ; plus tard, le nom devint limité à l'empereur Conrad II le Salique et ses descendants.

## Historique
La dynastie est considérée comme une branche des Widonides[réf. nécessaire]  qui ont leurs origines franques en Austrasie et qui passèrent ensuite en Italie où ils s'implantèrent et où certains d'entre eux furent successivement ducs de Spolète et rois d'Italie. Par sa mère, Conrad le Roux, duc de Franconie de 939 à 955 et duc de Lorraine de 945 à 953, est apparenté avec les Conradiens. De son mariage avec Liutgarde, une fille d'Otton Ier du Saint-Empire, il établit des relations étroites avec la dynastie royale des Ottoniens. Son fils, le duc Othon de Carinthie, était le candidat de la famille dans l'élection du roi des Romains en 1002.
À la mort de l'empereur Henri II le Saint, dernier membre de la dynastie ottonienne, en 1024, la couronne de roi des Romains, puis trois ans plus tard celle du Saint-Empire, passe à Conrad II le Salique, le petit-fils d'Othon de Carinthie. Le premier empereur salien accéda également au trône d'Italie et, en 1033, de Bourgogne (Arles). Après sa mort en 1039, son fils Henri III prit le pouvoir sur un empire renforcé. Conrad a aussi jeté les bases de la cathédrale de Spire vers l'an 1030, où il fut enterré.
Le déclin de la dynastie a commencé lorsque le roi Henri IV a provoqué la querelle des Investitures avec le pape Grégoire VII et dut faire la pénitence de Canossa en janvier 1077. Le dernier roi salien Henri V règne jusqu'à sa mort en 1125. Le duc de Saxe, Lothaire de Supplinbourg lui succède, suivi de Conrad III de Hohenstaufen, neveu d'Henri V par sa mère Agnès de Franconie.

## Empereurs saliques
- Conrad II le Salique, empereur romain germanique de 1027 à 1039, roi des Romains (roi de Francie orientale) à partir de 1024, roi d'Italie à partir de 1026, roi de Bourgogne à partir de 1032 ;
- Henri III, dit le Noir, empereur romain germanique de 1046 à 1056, roi des Romains à partir de 1039 ;
- Henri IV, empereur romain germanique de 1084 à 1105, roi des Romains à partir de 1045 ;
- Henri V, empereur romain germanique de 1111 à 1125, roi des Romains à partir de 1106.

## Généalogie des Saliens

### Branche aînée

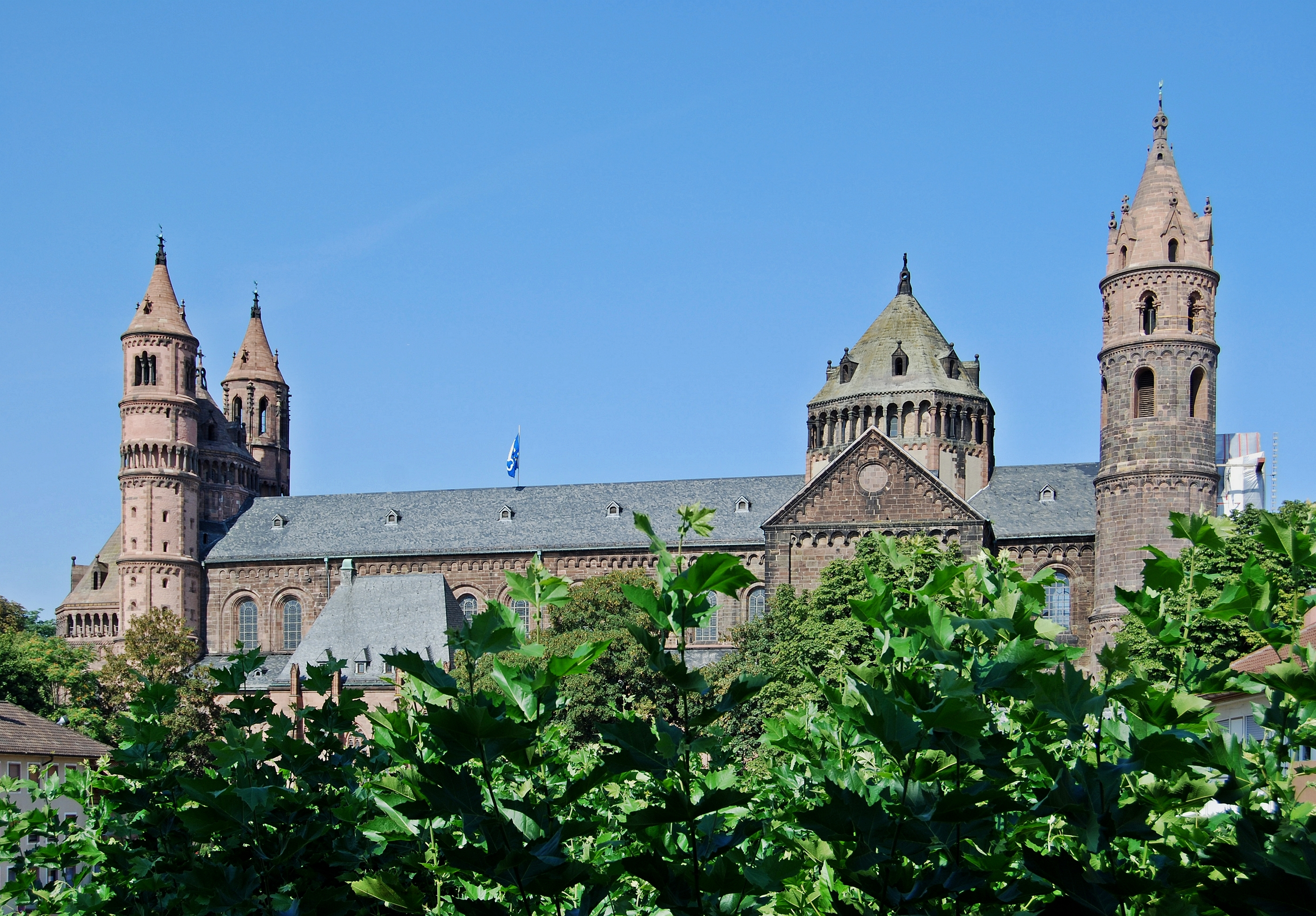
La cathédrale de Worms, sépulture des ancêtres de l'empereur Conrad II.

1. Conrad le Roux, mort le 10 août 955 à la bataille du Lechfeld, duc de Lotharingie ; ⚭ Liutgarde de Saxe, fille de l'empereur Otton Ier (Ottoniens)
  1. Othon de Worms, né vers 948 et mort le 4 novembre 1004, duc de Carinthie ; ⚭ Judith, possiblement une petite-fille du duc Arnulf Ier de Bavière
    1. Henri de Spire, mort vers 990, duc de Carinthie ; ⚭ Adélaïde, fille du comte Richard de Metz (Girardides)
      1. Conrad II le Salique, né vers 990 et mort le 4 juin 1039 à Utrecht, roi des Romains et empereur romain germanique ; ⚭ Gisèle, fille du duc Hermann II de Souabe (Conradiens)
      2. Judith, morte vers 998

    2. Brunon / Grégoire V, né en 972 à Stainach en Styrie(?) et mort le 18 février 999 à Rome, pape
    3. Conrad Ier, né vers 975 et mort le 15 décembre 1011, duc de Carinthie ; ⚭ Mathilde, fille du duc Hermann II de Souabe (Conradiens)
      1. Conrad II, dit le Jeune, né vers 1003 et mort le 20 juillet 1039, duc de Carinthie
      2. Brunon, né vers 1005 et mort le 27 mai 1045 au château de Persenbeug en Autriche, évêque de Wurtzbourg
      3. Gisèle(?), ⚭ Gérard IV, comte de Metz

    4. Guillaume, mort le 7 novembre 1047, évêque de Strasbourg

### Maison impériale
1. Conrad II le Salique (cf. ci-dessus), né vers 990 et mort le 4 juin 1039 à Utrecht, roi des Romains et empereur romain germanique ; ⚭ Gisèle, fille du duc Hermann II de Souabe (Conradiens)
  1. Henri III, dit le Noir, né le 28 octobre 1017 et mort le 5 octobre 1056 au château de Bodfeld (Harz) en Saxe, roi des Romains et empereur romain germanique ; ⚭ (I) Gunhild de Danemark, fille du roi Knut le Grand (maison de Jelling, ⚭ (II) Agnes de Poitiers, fille du duc Guillaume V d'Aquitaine (Ramnulfides)
    1. (I) Béatrice, née en 1037 et morte le 13 juillet 1061, abbesse de Quedlinbourg et de Gandersheim
    2. (II) Adélaïde II, née en 1045 au palais impérial de Goslar(?) et morte le 11 janvier 1096 à Quedlinbourg, abbesse de Gandersheim et de Quedlinbourg
    3. (II) Mathilde, née en 1048 à Pöhlde en Saxe(?) et morte le 12 mai 1060 au palais impérial de Goslar(?), ⚭ Rodolphe de Rheinfelden, duc de Souabe, anti-roi
    4. (II) Henri IV, né le 11 novembre 1050 au palais impérial de Goslar(?) et mort le 7 août 1106 à Liège, roi des Romains et empereur romain germanique ; ⚭ (I)  Berthe de Turin, fille du comte Othon Ier de Savoie (maison de Savoie), ⚭ (II) Adélaïde (Ievpraxia), fille du grand-prince Vsevolod Ier de Kiev (Riourikides)
      1. (I) Agnès, née en 1072 et morte le 24 septembre 1143 à Klosterneuburg en Autriche, ⚭ (I) Frédéric Ier, duc de Souabe (maison de Hohenstaufen), ⚭ (II) Léopold III, dit le Saint, margrave d'Autriche (maison de Babenberg)
      2. (I) Conrad, né le 12 février 1074 et mort le 27 juillet 1101, duc de Basse-Lotharingie, roi des Romains, roi d'Italie, ⚭ 1095 Constance, fille du comte Roger Ier de Sicile (maison de Hauteville)
      3. (I) Henri V, né vers 1086 et mort le 23 mai 1125 à Utrecht, roi des Romains et empereur romain germanique, ⚭ Mathilde, fille de Henri Ier Beauclerc roi d'Angleterre (Rollonides / Plantagenêt)
        1.  ?(illégitime) Berthe ⚭ Tolomeo II, comte de Tusculum (Théophylactes)

    5. (II) Conrad, dit l'Enfant, né en 1052 et mort le 10 avril 1055 à Ratisbonne, duc de Bavière
    6. (II) Judith, née en 1054 au palais impérial de Goslar et morte le 14 mars vers 1096, ⚭ (I) Salomon, roi de Hongrie (Árpád), ⚭ (II) Ladislas Ier Herman, prince de Pologne (Piast)

  2. Mathilde, morte en 1034, fiancée à Henri Ier, roi des Francs (Capétiens)